# Mopalia sinuata
Mopalia sinuata är en blötdjursart som beskrevs av Carpenter 1864. Mopalia sinuata ingår i släktet Mopalia och familjen Mopaliidae. Inga underarter finns listade i Catalogue of Life.